# Терм, Поль де Ла Барт
Поль де Ла Барт, сеньор де Терм (фр. Paul de La Barthe, seigneur  de Thermes; 1482, Кузеран — 6 мая 1562, Париж) — французский военачальник, маршал Франции.

## Биография
Сын Жана де Ла Барта, сеньора де Жериско, и Жанны де Пегильем, дамы де Терм. Унаследовал от матери сеньорию Терм в Астараке.
О молодых годах этого знаменитого воина ничего не известно.
В 1522 под командованием Андре де Фуа, сеньора де Л'Эспарра, участвовал в походе в Наварру. В течение месяца французы взяли Сен-Жан-Пье-де-Пор, Памплону и подчинили всё королевство. Развивая успех, Л'Эспарр вторгся в Кастилию и осадил Логроньо. Вскоре испанцы перешли в контрнаступление, 30 июня разбили французскую армию под Памплоной и в короткий срок изгнали её из Наварры.
По словам Брантома, де Терм убил на дуэли кого-то из приближённых короля и был вынужден бежать из Франции. Присоединился к армии маршала де Лотрека, осаждавшего в 1528 году Неаполь. После смерти маршала остатки его армии в 1529 году погрузились на корабли Антуана де Ларошфуко. Де Терм намеревался вернуться во Францию, где его дело было улажено, но его галера не смогла догнать остальной флот и у побережья Калабрии была захвачена берберскими пиратами.
В 1530 году был выкуплен из плена и вернулся в Париж, где король Франциск I дал ему роту шеволежеров. В 1535—1536 в составе армии адмирала Бриона участвовал в первом французском завоевании Пьемонта; в ходе этой кампании завоевал репутацию умелого командира.
В 1537 имперцы осадили Теруан, и де Терм был со своей ротой отозван из Турина в Пикардию. Дофин Франсуа, руководивший обороной крепости, испытывал недостаток пороха. Де Терм и д'Аннебо провели в Теруан 200 шеволежеров и 400 аркебузиров с грузом пороха.
Французская армия деблокировала город, и 30 июня было заключено перемирие, после чего де Терм вернулся в Пьемонт. 16 ноября там также было достигнуто перемирие, и де Терм получил приказ остаться в распоряжении губернатора Турина Гийома дю Белле.

## Девятая Итальянская война
С началом Девятой Итальянской войны в 1542 году командовал 1600 шеволежерами при осаде Перпиньяна войсками дофина Генриха. В следующем году с лёгкой кавалерией сопровождал маршала д'Аннебо в пьемонтском походе. В конце кампании стал комендантом Савильяно.
Чтобы нарушить коммуникации противника по обоим берегам По, де Терм принял решение разрушить кариньянский мост. Встреченные сильным огнём имперцев, войска в беспорядке отступили, но он остановил шеволежеров и поддержал Монлюка, сумевшего уничтожить переправу.
В битве при Черизоле 11 апреля 1544 года командовал кавалерией правого фланга. Левое крыло флорентийских жандармов под командованием Бальони зашло во фланг французам, бившимся с ландскнехтами. Этот манёвр должен был решить судьбу сражения, но де Терм нанес флорентийцам мощный удар, разбил их и опрокинул на пехоту принца Салернского. Не довольствуясь этим, он атаковал пехотный батальон противника, но под ним была убита лошадь, и де Терм был взят в плен в сражении, в котором добился победы. Командовавший французами граф Энгиенский отдал в обмен на него трёх вражеских пленных более высокого ранга.
Победа при Черизоле 14 апреля привела к сдаче Милана. 18 сентября был подписан мир в Крепи.

## Пьемонт и Шотландия
1 января 1546 года де Терм был назначен лейтенант-генералом губернаторства Пьемонта; он оккупировал маркизат Салуццо и в 1547 году овладел замком Равель, одним из сильнейших укреплений Пьемонта.
15 мая 1548 года в качестве лейтенант-генерала был послан на смену д'Эссе де Монталамберу командовать экспедиционными силами в Шотландии, действовавшими на стороне Марии де Гиз. Продолжил успехи своего предшественника, взяв Хаддингтон и другие крепости, удерживавшиеся англичанами. После подписания мира в мае 1550 года вернулся во Францию.

## Десятая Итальянская война
Был направлен послом к папе Юлию III; когда папские войска начали войну против союзника Франции герцога Пармского Оттавио Фарнезе, король 3 мая 1551 года назначил де Терма лейтенант-генералом армии в Италии. Де Терм был осаждён папскими силами в Мирандоле; произведя мощную вылазку, он сумел пробиться через порядки осаждающих и уйти в Парму, где в июне был осаждён папскими и имперскими войсками под командованием Гонзаги и Мариньяно. Организовав набеги на папские земли, де Терм заставил противников разделиться, и папские войска ушли оборонять свою территорию.
В сентябре 1551 года он произвёл вылазку силами 500 кавалеристов и прорвал осаду. В следующем году де Терм поддержал восстание сиенцев против императора и в июле ввёл в Сиену войска. 5 августа 1552 года король назначил де Терма лейтенант-генералом армии в Италии и на Корсике, и 27 сентября ему было поручено командовать экспедицией на Корсику.
В 1553 де Терм при поддержке османской эскадры Тургут-реиса высадился на Корсике, овладел Порто-Веккьо, Бастией, Аяччо, и осадил Бонифачо. Согласился принять капитуляцию города на умеренных условиях, что вызвало недовольство Тургута, лишившегося добычи. Турки покинули французов, и де Терм не смог захватить Кальви. Вскоре в этом порту высадились генуэзско-имперские силы Андреа Дориа, и военные действия на острове продолжались до 1556 года.
В 1555 де Терм был отозван с Корсики в Пьемонт замещать больного маршала де Бриссака. Сумел удержаться против значительных сил испанцев, и 10 февраля 1556 получил в награду графство Комменж.

## Одиннадцатая Итальянская война
В 1557 под командованием де Бриссака осадил и взял Вальфенеру, Кераско, после чего они блокировали Фоссано, но поражение при Сен-Кантене заставило французов эвакуировать Пьемонт.
В 1558 участвовал в осаде Кале войсками Франсуа де Гиза. Со швейцарцами и несколькими ротами кавалерии обеспечивал коммуникации осадного лагеря с побережьем и дорогу на Гин. 15 января 1558 король назначил де Терма губернатором Кале, Гина и графства Уа, а 24 июня он был произведен в маршалы Франции на место Пьетро Строцци.
Укрепив Кале, маршал с 12 тыс. пехоты и 2 тыс. кавалерии прошел долиной реки Аа, разбил местное ополчение, пытавшееся преградить ему дорогу, 3 июля осадил Дюнкерк, на четвертый день взял его штурмом, разграбил и поставил там гарнизон. При наступлении на Ньивпорт французы, увлекшиеся грабежом, были 13 июля атакованы испано-фламандской армией армией графа Эгмонта у Гравелина. Маршал, раненый в голову, отчаянно защищался, ему удалось отступить через реку Аа, но Эгмонт занял позицию на высотах, преградив путь к Кале. Английская эскадра вошла в устье реки и подвергла обстрелу правый фланг французов, которые потерпели жестокое поражение, потеряв 2 тыс. убитыми и 3 тыс. пленными. Де Терм также был взят в плен, и освобожден в следующем году после заключения Като-Камбрезийского мира.
Несмотря на поражение, за которое он получил прозвище «Несчастного Капитана», де Терм сохранил репутацию крупного военачальника и доверие короля, назначившего его губернатором Парижа и Иль-де-Франса.
По словам Брантома, де Терм «был великим капитаном, награждённым ответственными должностями и высокими почестями гораздо больше, чем деньгами, так как умер он в бедности». Он был знаменит своей рассудительностью, и в Пьемонте говорили: «Храни нас Бог от мудрости господина де Терма и храбрости господина д'Оссёна»!, имея в виду самого разумного и самого храброго из французских командиров.

## Семья
Жена: Маргарита де Салуццо, дочь Джованни-Франческо-Марии ди Салуццо, сеньора де Карде (ум. 1539), и Филиберты Бланш де Миолан (ум. 1531), наследница Салуццо. Вторым браком вышла за внучатого племянника своего первого мужа — маршала де Бельгарда.